# Kristóf István (színművész)
Kristóf István (Gyula, 1986. március 8. –) magyar színész, énekes.

## Élete, tanulmányai
A gyulai Erkel Ferenc Gimnáziumban érettségizett, majd a Szegedi Egyetem Juhász Gyula Pedagógusképző Karán volt hallgató. Első fő munkája a Társulat című műsorban volt, ahol az István, a király című rockopera szereplőválogatásában vett részt, majd szerepet kapott. Szabadúszói tevékenysége alatt több helyen vállalt szerepeket, utána a kecskeméti Katona József Színház tagja lett. Kecskemét után a Budapesti Operettszínház énekkari tagja és szólistája volt. Jelenleg (2020) a Magyar Állami Operaház énekkarának tagja, és a Pécsi Nemzeti Színház szólistájaként játszik.

## Filmes szerepei
- …a szomszéd tehene – Pornószínész (2024)
- Pepe – Vendég (2023)
- Oltári történetek – Papp Lázár (2021)
- Bátrak földje – Daru György, zsandár (2020)
- Géniusz, az alkimista – Radics (2010)
- István, a király – Solt, magyar főúr (2008)[2] (2008)
- Mulat a cirkusz – Közreműködő (1992)

## Színházi szerepei[3]
- Georges Bizet – Gulyás Dénes: Carmen – francia nyelven (Pécsi Nemzeti Színház) - Escamillo (2020)
- Massenet – Gulyás Dénes: Manon – francia nyelven (Pécsi Nemzeti Színház) - Des Grieux gróf (2019)
- Carl Theodor Körner – Tárnoki Márk: A négy évig tartó őrség(Magyar Állami Operaház) – Egy paraszt (2018)
- Albert Lortzing – Szokol Judit: Az operapróba (Magyar Állami Operaház) – Martin, egy zenész (2018)
- Verdi - Szinetár Miklós: Rigoletto (Budapesti Operettszínház) – Porkoláb (2018)
- Lehár Ferenc – Kerényi Miklós Gábor: A mosoly országa (Budapesti Operettszínház) – Fu-Li (követségi titkár) (2014)
- Békés Pál: A kétbalkezes varázsló mesejáték (Kecskeméti Katona József Színház)- Ajtó (2012)
- Lehár Ferenc – Szerednyey Béla: A víg özvegy (Kecskeméti Katona József Színház) - Bogdanovics (a konzul) (2011)
- Réczei Tamás – Szemenyei János: Winnetou (és a kenderallergia) zenés játék (Kecskeméti Katona József Színház) – Oroszlánszívű (2011)
- Verebes István: Hat celeb kerek egy szorzót (Karinthy Színház) – Közreműködő (2010)
- Alain Boublil – Claude-Michel Schönberg – Korcsmáros György: A nyomorultak (Kecskeméti Katona József Színház) – Combeferre (1. Rab, Munkás, 3. Matróz, Polgár, Kocsmás, Báró) (2010)
- Szörényi Levente – Bródy János – Szikora János: István, a király (Papp László Sportaréna) – Solt, magyar főúr (2008)
- Czene Zoltán: Kell egy csapat (Szegedi Egyetemi Színház) – Közreműködő (2007)
- Miklós Tibor – Kocsák Tibor: Utazás rockopera (Szegedi Nemzeti Színház) – Elfogott forradalmár (2006)

## Interjúk
- Kristóf István A víg özveggyel kezdi az évadot

## Díjai, elismerései
- Az évad énekkari művésze[4](2018)